# Billete de cincuenta quetzales
El billete de cincuenta quetzales (50Q) es un billete de quetzal que actualmente se encuentra en circulación y es el tercero de mayor denominación, después del de 200 y 100 quetzales.
Tiene el retrato del exministro de Hacienda, Carlos Zachrisson, en el anverso, y en el reverso la imagen de obreros haciendo corte de Café.

## Historia

### Primer diseño
El primer billete fue emitido por el Banco de Guatemala en 1967, es uno de los billetes de más reciente creación, considerando a los de otras denominaciones y su emisión estaba prevista en el decreto 265 de la Ley de Especies Monetarias de 1954.  El primer diseño presentaba el busto del general José María Orellana, presidente de Guatemala entre 1921 y 1926 y bajo cuyo gobierno se realizó la reforma monetaria en 1924. Acompañado de un grabado con el valor de la moneda y un quetzal volando encima de este; en el reverso, se presentó un grabado del recién inaugurado edificio del Banco de Guatemala y al lado izquierdo el valor del billete. Fue fabricado por la compañía inglesa Thomas De La Rue y se emitieron hasta 1973.

### Segundo diseño
A partir de 1974 se incluyó el busto del licenciado Carlos O. Zachrisson Padilla, quien fue ministro de hacienda cuando se realizó la reforma monetaria de 1924 y quién junto a los economistas Enrique Martínez Sobral y Rafael Felipe Solares crearon el quetzal como moneda. Además, cambió totalmente el anverso  agregando motivos de la cultura maya y el valor del billete en números mayas. Rn el reverso se presentó un grabado de la obra «El corte de café» del maestro José Luis Álvarez. Fueron fabricados por Thomas de la Rue. Estos fueron emitidos hasta 1983.

### Tercer diseño
Estos fueron puestos en circulación en 1983 y presentó cambios significativos en el diseño. En el anverso, se colocó una pirámide estilizada de Tikal como respaldo del busto de Zachrisson, el color naranja tuvo varias tonalidades. En el reverso se dejó la pintura del maestro Álvarez pero presentaba algunos cambios en el resto del billete, se emitieron hasta 1987.

### Cuarto diseño
Se emitieron a partir de 1989 y en este se hizo un cambio en las tonalidades y otros elementos secundarios que la mayoría fueron cambiados. A partir de este diseño se ha n hecho algunos cambios menores que no han cambiado de forma el diseño del billete.